# Килкис (дим)
Килки́с (греч. Δήμος Κιλκίς) — община (дим) в Греции. Входит в периферийную единицу Килкис в периферии Центральная Македония. Население 51 926 жителя по переписи 2011 года. Площадь 1599,604 квадратного километра. Плотность 32,46 человек на квадратный километр. Административный центр — Килкис. Димархом на местных выборах 2019 года избран Димитриос Кириакидис (Δημήτριος Κυριακίδης).
Сообщество Килкис (Κοινότητα Κιλκίς) создано в 1918 году (ΦΕΚ 152Α), в 1935 году (ΦΕΚ 336Α) сообщество преобразовано в общину Килкис. В 1997 году (ΦΕΚ 244Α) к общине присоединён ряд населённых пунктов. В 2010 году (ΦΕΚ 87Α) по программе «Калликратис» к общине Килкис присоединены населённые пункты упразднённых общин Галикос, Дойрани, Крусия, Мурие, Пикролимни и Херсо.
Община Килкис делится на 7 общинных единиц.